# Los Justicieros (videojuego)
Los Justicieros es un videojuego creado por Dinamic Multimedia en 1996 como versión del juego para recreativa de igual nombre (distribuida como Los Hermanos Zorton fuera de España). Es la primera, y hasta ahora única película interactiva española para ordenadores (para recreativas PicMatic S.A. y Snatcho produjeron Corrupción en Marbella).
El juego fue una revolución en la época al estar íntegramente compuesto por escenas reales rodadas en el desierto de Almería y dirigidas por el director Enrique Urbizu. Contaba con especialistas de cine encargados de las caídas, persecuciones y explosiones.
El juego se distribuyó en tiendas y quioscos de prensa. Y posteriormente se incluyó en diversos recopilatorios ofrecidos junto a ediciones dominicales de periódicos de tirada nacional.

## Historia
Un solitario pistolero llega a un pueblo "al este del río Pecos" atormentado por dos bandoleros llamados Los hermanos Zorton. El jugador debe localizar los trozos del mapa para llegar a la prisión de Sonora, cuartel de los Zorton, y acabar con ellos para devolver la paz al pueblo.

## Rodaje y Reparto
El rodaje de las escenas duró más de mes y medio durante el verano de 1992 en los famosos estudios del Desierto de Tabernas en Almería.
El reparto contaba con humoristas como Paco Calatrava, interpretando al jefe indio, Javier de Campos como el enterrador, Mariano 1,85 como uno de los hermanos Zorton, y Don Pepito como "Peque miedoso".
El guion fue escrito por Mariano 1.85 y Antonio Gallardo quince días antes del rodaje y supuso una aventura inolvidable para una productora que llevaba a cabo su ópera prima. 
La música la compuso el propio Mariano 1,85.

## Equipo de desarrollo
| Puesto            | Nombre                    |
| ----------------- | ------------------------- |
| Jefe del proyecto | Brian Meitiner            |
| Programadores     | Carlos Fierro, Mister Kai |
| Gráficos          | Oscar Arteta, Jon         |
| Música            | Mariano 1,85              |
| Filtrado de video | Jesús Arroyo              |
| Hardware          | Jesús Gómez               |
| Juegos            | Albie Fiore               |

## Curiosidades
- Para la versión en ordenador, se añadieron varios minijuegos extras que permitían al jugador obtener más dinero para avanzar en la misión.